# Vila Sônia
Vila Sônia es un distrito ubicado en la zona oeste de la ciudad de Sao Paulo, Brasil. Administrativamente pertenece a la subprefectura de Butantã. Es el punto donde se ubica la estación final de la Línea 4-Amarilla del Metro de São Paulo y de la ViaQuatro, en su sentido Oeste, siendo inaugurada el 17 de  diciembre del 2021.

## Historia
Los terrenos del distrito pertenecían al médico Antonio Bueno y a Joaquim Manuel da Fonseca. El nombre "Vila Sônia" fue puesto en homenaje a una de las hijas de Antonio Bueno. Es una región relativamente nueva en el municipio de São Paulo, siendo que en la década de los 50 no tenía servicios de energía eléctrica ni agua potable. El desarrollo de la región se inició realmente en la década de 1960.
El distrito cuenta con dos centros comerciales, ambos en los límites con otros distritos: El Raposo Shopping en el límte con el distrito de Rio Pequeno y el Butantã Shopping en el límite con el distrito do Butantã. Junto con Butantã, la zona presentó en el 2016 una creciente media de casi 10 crímenes por día.

## Distritos limítrofes
- Butantã (norte).
- Morumbi (este).
- Vila Andrade (sur).
- Campo Limpo (suroeste).
- Municipio de Taboão da Serra (oeste)